# Schlosspark Castell
Der Schlosspark Castell ist eine denkmalgeschützte Gartenanlage im Hauptort der unterfränkischen Gemeinde Castell. Der Schlosspark ist eng mit dem Adelsgeschlecht der Familie zu Castell verbunden, in deren Besitz der Park heute noch ist. Die Anlage ist zugleich als Naturdenkmal vermerkt. 

## Geschichte
Die Geschichte des Schlossparks in Castell hängt eng mit dem barocken Repräsentationsgedanken zusammen. Waren die Burgen der seit dem Hochmittelalter nachweisbaren Grafen zu Castell auf den Bergen um das Dorf zu finden, entschied sich Wolfgang Dietrich zu Castell-Remlingen eine weitere Anlage inmitten seines Residenzortes zu errichten. Bereits in dieser Zeit entstand zwischen 1686 und 1690 ein Schlosspark im Süden des Schlossbaus. Der Garten war allerdings noch weitgehend der Renaissance verhaftet und wurde in das hügelige Gelände um das Schloss eingepasst. 
Einen tiefgreifenden Einschnitt in die Struktur erfuhr der Garten zu Beginn des 19. Jahrhunderts. Unter Graf Friedrich Ludwig zu Castell-Castell wandelte man Teile des Gartens in einen englischen Landschaftspark um, wobei man das ursprüngliche Wegenetz nicht antastete. In der zweiten Hälfte des Jahrhunderts konnten die Grafen den Landschaftsarchitekten Carl von Effner gewinnen. Um 1870 erweiterte Effner die Anlage insbesondere nach Norden. Im Zuge dieser Erweiterung verschwand die Orangerie, die dort seit dem 18. Jahrhundert bestanden hatte.
Die Anlage wurde bis zum Zweiten Weltkrieg durch eine Vielzahl an Gärtnern gepflegt, wobei ein Fokus auf die Anpflanzung seltener Baumarten gelegt wurde. Nach dem Krieg wurde der Park zeitweise Austragungsort von Reitveranstaltungen. Die Anlage ist heute in Teilen für die Öffentlichkeit zugänglich gemacht, wobei dort auch Veranstaltungen der Gemeinde Castell abgehalten werden. Insbesondere die Areale um das Schloss werden privat von der Familie zu Castell-Castell genutzt und sind verschlossen.

## Heutiger Zustand
Der Casteller Schlosspark wird heute vom Bayerischen Landesamt für Denkmalpflege als Baudenkmal eingeordnet. Die Anlage wird über eine breite Freitreppe vom Schloss aus betreten. Der Garten wurde an den Hängen des Anstiegs zur Steigerwaldstufe errichtet und ist deshalb weithin im Umland sichtbar. Die verschiedenen Bauphasen des Gartens sind im Gelände auch heute noch ablesbar, wobei die Überformung des 19. Jahrhunderts stilprägend für den Garten ist.
Sehenswürdigkeiten im Schlosspark:
- Gärtnerhaus, erbaut 1861, Sandsteinquaderbau mit Satteldach
- Umfassungsmauer und Ostportal, nach 1691, teilweise im 18. Jahrhundert mit barocken Elementen überformt
- Pferdekoppel der Grafen zu Castell
- „Magenförmiger“ Gartenteich Carl von Effners[2]